# Сантьяго Уркіага
Сантьяго Уркіага (ісп. Santiago Urquiaga, нар. 14 квітня 1958, Баракальдо) — іспанський футболіст, що грав на позиції захисника.
Виступав, зокрема, за клуби «Атлетік Більбао» та «Еспаньйол».
Дворазовий чемпіон Іспанії. Володар Кубка Іспанії з футболу. Володар Суперкубка Іспанії з футболу. 

## Ігрова кар'єра
У дорослому футболі дебютував 1976 року виступами за команду клубу «Більбао Атлетік», в якій провів два сезони. 
Своєю грою за цю команду привернув увагу представників тренерського штабу клубу «Атлетік Більбао», до складу якого приєднався 1978 року. Відіграв за клуб з Більбао наступні дев'ять сезонів своєї ігрової кар'єри. Більшість часу, проведеного у складі «Атлетика», був основним гравцем захисту команди. За цей час двічі виборював титул чемпіона Іспанії, ставав володарем Суперкубка Іспанії з футболу.
1987 року перейшов до клубу «Еспаньйол», за який відіграв 2 сезони. Граючи у складі «Еспаньйола» також здебільшого виходив на поле в основному складі команди. Завершив професійну кар'єру футболіста виступами за команду «Еспаньйол» у 1989 році.

## Виступи за збірну
У складі юнацької збірної Іспанії провів 5 матчів забив два голи. На молодіжному рівні також 5 матчів.
1980 року дебютував в офіційних матчах у складі національної збірної Іспанії. Протягом кар'єри у національній команді, яка тривала 4 роки, провів у формі головної команди країни 14 матчів.
У складі збірної був учасником чемпіонату Європи 1984 року у Франції, де разом з командою здобув «срібло».

## Титули і досягнення

### Клубні
- Чемпіон Іспанії (2):

«Атлетік Більбао»: 1982-1983, 1983-1984
- Володар Кубка Іспанії з футболу (1):

«Атлетік Більбао»: 1983-1984
- Володар Суперкубка Іспанії з футболу (1):

«Атлетік Більбао»: 1984
- Віце-чемпіон Європи: 1984

### Збірна
Іспанія
- Чемпіонат Європи: Срібний призер Євро 1984